# The Amazing Spider-Man 2
The Amazing Spider-Man 2, in sommige landen ook uitgebracht als The Amazing Spider-Man 2: Rise of Electro, is een Amerikaanse superheldenfilm uit 2014, geregisseerd door Marc Webb en is het vervolg op The Amazing Spider-Man uit 2012. De film werd in 2D, 3D en IMAX 3D uitgebracht.

## Verhaal
De film begint met een flashback over wetenschapper Richard Parker die een videoboodschap opneemt waarin hij de reden van zijn plotselinge verdwijning onthult. Even later ziet men hem en zijn vrouw Mary aan boord van een privéjet, die wordt gekaapt door een huurmoordenaar die Richard moet vermoorden. Het vliegtuig stort kort hierop neer.
In het heden bevecht Peter Parker als Spider-Man nog altijd de misdaad. Hij vangt onder anderen de crimineel Aleksei Sytsevich, die een vrachtwagen met plutonium wil stelen. Tijdens zijn gevecht met Sytsevich redt Spider-Man onder anderen Max Dillon, een monteur in dienst van Oscorp, die zichzelf prompt als een vriend en groot fan van Spider-Man gaat beschouwen.
Peter verbreekt zijn relatie met Gwen Stacy omdat hij haar vader had beloofd haar buiten zijn superhelden-leven te laten. Gwen zal bovendien spoedig naar Engeland vertrekken voor haar vervolgstudie aan Somerville College (Universiteit van Oxford). Ondertussen keert Peters oude vriend Harry Osborn terug naar New York om zijn terminaal zieke vader, Norman Osborn, te bezoeken. Norman vertelt Harry dat zijn ziekte erfelijk is, en Harry het spoedig ook zal krijgen. Hij geeft Harry een klein apparaat  waar zijn levenwerk op zou staan. Kort hierop sterft Norman en wordt Harry de nieuwe CEO  van OsCorp. Al snel ontdekt hij dat OsCorp zich reeds jaren bezighoudt met geheime, biogenetische projecten voor militaire doeleinden. Tevens ontdekt hij dat Spider-Mans bloed mogelijk zijn ziekte kan genezen. Hij wil dat Peter, die voor zijn werk foto’s van Spider-Man maakt, hem met Spider-Man in contact brengt, maar Peter weigert.
Terwijl hij bezig is met onderhoudswerkzaamheden, krijgt Max Dillon een ongeluk waarbij hij in een tank met genetisch gemodificeerde sidderalen valt. Hierdoor muteert hij tot een levende dynamo. Met zijn nieuwe krachten veroorzaakt hij per ongeluk een grote stroomstoring op Times Square, en trekt zo de aandacht van Spider-Man. Als de politie hem ook aanvalt, gaat Max hen te lijf en dwingt Spider-Man om hem te stoppen. Na  hun gevecht wordt hij opgesloten in het Ravencroft Institute voor crimineel gestoorden. Uit angst voor een schandaal geeft de raad van bestuur van OsCorp Harry de schuld van het ongeluk dat Max gemaakt heeft tot wat hij is, en zet hem af als CEO. Uit wraak helpt Harry Max, die zichzelf nu Electro noemt, te ontsnappen. Electro helpt Harry vervolgens in te breken bij OsCorp, alwaar Harry een gevechtspak en andere wapens vindt, gemaakt door Norman. Ook vindt hij een gif gemaakt van de spinnen die in de eerste film Peter zijn krachten gaven. Harry neemt dit gif in omdat hij hoopt dat het hem zal genezen, maar in plaats daarvan verandert het hem in een goblinachtig wezen.
Peter vindt de videoboodschap van zijn vader, en ontdekt dat zijn ouders waren gevlucht omdat ze niks meer met Norman Osborns projecten te maken wilden hebben. Uit de video blijkt tevens dat Richard zijn eigen DNA heeft gebruikt bij het maken van de genetische gemodificeerde spinnen. Dit heeft tot gevolg dat alleen iemand uit de Parker-bloedlijn baat kan hebben bij een beet van zo’n spin, wat verklaart waarom Peter er superkrachten door kreeg terwijl Harry juist een monster werd. Wanneer Peter een voicemail krijgt van Gwen met de mededeling dat ze per direct zal vertrekken, zoekt hij haar toch weer op, verklaart zijn liefde voor haar, en besluit met haar naar Engeland te gaan. Zo ver komt het niet, want Electro duikt weer op en Peter moet hem bevechten. Samen met Gwen doodt hij Electro met een explosie. Nadien arriveert Harry, nu gemuteerd tot de Green Goblin en gewapend met Normans uitvindingen. Hij wil wraak omdat Peter hem weigerde te helpen. Hij ontvoert Gwen Stacy en lokt Spider-Man naar een klokkentoren. Daar verslaat Peter Harry in een gevecht, maar Gwen komt om het leven wanneer ze de val niet overleeft.
Vijf maanden later heeft Peter zijn bestaan als Spider-Man opgegeven. Harry zit nu ook in het Ravencroft Institute, waar hij geneest van zijn transformatie. Hij krijgt bezoek van een kennis (dezelfde man die in de vorige film Dr. Connors bezocht), die hem informeert over de plannen om de Sinister Six te vormen. Om te beginnen bevrijdt hij Sytsevich uit de gevangenis, en geeft hem een speciaal bepantserd pak alsmede de codenaam Rhino. Wanneer Rhino een spoor van verwoesting door de stad trekt, wordt Peter door een opname van Gwen Stacy’s afstudeertoespraak gemotiveerd toch weer Spider-Man te worden en Rhino te stoppen.

## Rolverdeling
- Andrew Garfield - Peter Parker / Spider-Man
  - Max Charles - Jonge Peter Parker
- Emma Stone - Gwen Stacy
- Jamie Foxx - Max Dillon / Electro
- Dane DeHaan - Harry Osborn / Green Goblin
- Colm Feore - Donald Menken
- Felicity Jones - Felicia Hardy
- Paul Giamatti - Aleksei Sytsevich / Rhino
- Sally Field - May Parker
- Embeth Davidtz - Mary Parker
- Campbell Scott - Richard Parker
- Marton Csokas - Dr. Ashley Kafka
- B.J. Novak - Alistair Smythe
- Michael Massee - Gustav Fiers / The Gentleman
- Stan Lee - Diploma-uitreiking gast
- Chris Cooper - Norman Osborn
- Denis Leary - Commissaris Stacy
- Martin Short - Ben Parker
- Chris Zylka - Flash Thompson

## Achtergrond
De opnames begonnen in februari 2013 in onder meer de Ironhead studio in Los Angeles en in de Grumman Aerospace Factory (Long Island), Brooklyn en Rockester in New York. De filmmuziek is gecomponeerd door Hans Zimmer. Pharrell Williams werd door Zimmer benaderd om aan de soundtrack mee te schrijven. Ook hebben Johnny Marr en Junkie XL meegewerkt aan de muziek. Het nummer "It's On Again" van Alicia Keys en Kendrick Lamar is de aftiteling van de film en werd ook uitgebracht op single. Er is ook een soundtrack van de film uitgebracht met dezelfde naam.
De eerste trailer van de film was te zien in 3D voor de vertoning van de film The Hobbit: The Desolation of Smaug in december 2013.
De wereldpremière van de film was op het Leicester Square in Londen op 10 april 2014 met aanwezigheid van de cast en crew.

## Beoordeling en opbrengsten
The Amazing Spider-Man 2 werd verschillend beoordeeld. Op Rotten Tomatoes gaf 53% van de recensenten de film een goede beoordeling. Op Metacritic kreeg de film een score van 53 punten op een schaal van 100. Vaak gehoorde kritiek op de film, onder andere afkomstig van de Los Angeles Times en The Daily Telegraph, was dat deze te vol zou zitten met verschillende verhaallijnen en personages. Wel werd de chemie tussen Andrew Garfield and Emma Stone geprezen.
Bij de eerste vertoningen op dinsdagavond bracht The Amazing Spider-Man 2 in Amerika 8,7 miljoen dollar op. Het eerste weekend was de totale opbrengst 91,6 miljoen, waarmee het de bestbekeken film van dat weekeinde was. De totale opbrengst in Noord-Amerika was 202.853.933 dollar, en 505.835.227 dollar in andere landen, waarmee de opbrengst wereldwijd uitkwam op 708.689.160 dollar.
In China werd de film in  11002 bioscopen uitgebracht; een record voor een Westerse film. Bij de première in Hong Kong bracht de film $1.23 miljoen op.

## Nieuwe reboot
In juni 2013 kondigde Sony aan dat er twee sequels op The Amazing Spider-Man 2 gepland stonden, die het begin zouden moeten vormen van een reeks met elkaar verbonden films (gelijk aan het Marvel Cinematic Universe). De eerste van deze films zou 10 juni 2016 uit moeten komen. Een van de films zou draaien om de Sinister Six.
Tussen december 2013 en de première van The The Amazing Spider-Man 2 in mei 2014 kwam dit plan echter reeds op losse schroeven te staan toen bleek dat Marc Webb en Andrew Garfield beide niet zeker waren of ze wel terug wilden keren voor de vierde film. Toen The Amazing Spider-Man 2 bovendien tegenviel qua opbrengst werd het plan voor een The Amazing Spider-Man 3 op de lange baan geschoven, en uiteindelijk zelfs geheel verworpen.
In februari 2015 kondigde Sony aan een deal te hebben met Marvel Studios om weer een nieuwe Spider-Man filmreeks te beginnen, waarmee Spider-Man geïntroduceerd zal worden in het Marvel Cinematic Universe.